# Диплатинапентаевропий
Диплатинапентаевропий — бинарное неорганическое соединение, интерметаллид
платины и европия
с формулой Eu5Pt2,
кристаллы.

## Получение
- Сплавление стехиометрических количеств чистых веществ:

{\displaystyle {\mathsf {2Pt+5Eu\ {\xrightarrow {770^{o}C}}\ Eu_{5}Pt_{2}}}}

## Физические свойства
Диплатинапентаевропий образует кристаллы
моноклинной сингонии,
пространственная группа C 2/c,
параметры ячейки a = 1,6776 нм, b = 0,6877 нм, c = 0,7843 нм, β = 97,24°, Z = 4,
структура типа дикарбида пентамарганца Mn5C2
.
Соединение образуется по перитектической реакции при температуре 770°С.